# Stelepelecinus minutus
Stelepelecinus minutus (лат.) — ископаемый вид мелких наездников рода †Stelepelecinus из семейства Pelecinidae (Proctotrupoidea). Меловой период: Бирманский янтарь (около 100 млн лет). Юго-Восточная Азия: Мьянма.

## Описание
Мелкие перепончатокрылые наездники, длина тела 2,8 мм; длина переднего крыла 1,4 мм. Усики из 14 члеников, первый первый членик жгутик короче скапуса и педицеля вместе взятых; пронотум относительно длинный, мезоскутум и мезоскутеллум изогнуты; вершина переднего крыла широко закруглена, птеростигма широкая и короткая; метасома широчайшая задолго до вершины, первый метасомальный сегмент длинный и петиолевидный.

## Систематика и этимология
Вид был впервые описан в 2024 году группой китайских энтомологов (Zhen Wang, Chungkun Shih, Taiping Gao; Пекин, Китай) по материалам из бирманского янтаря вместе с †Abropelecinus rasnitsyni, †Allopelecinus ruoyae, †Eopelecinus strangulatus и †Abropelecinus rectus. Видовое название strangulatus происходит от латинского слова «minutus», означающего «маленький, незначительный», что связано с небольшими размерами тела экземпляра голотипа. Новый вид отнесён к роду †Stelepelecinus Guo, Shih and Ren, 2016 на основании родового диагноза Stelepelecinus. Однако новый вид отличается от †Stelepelecinus longus по следующим признакам: 1) первый членик жгутик короче, чем длина скапуса и педицеля вместе взятых (по сравнению с более длинным у S. longus); 2) вершина переднего крыла широко закруглена, а птеростигма широкая и короткая (против узко закругленной вершины переднего крыла и тонкой и длинной птеростигмы); 3) как третий, так и четвертый метасомальные сегменты почти трапециевидные, а ширина основания этих сегментов соответственно более узкая, чем дистальная ширина первого (против: третий метасомальный сегмент поперечно прямоугольный, такой же широкий, как и второй, четвертый метасомальный сегмент почти квадратный, такой же широкий как третий); и 4) длина тела очень короткая, 2,8 мм без учета антенны (против длины тела длинного, около 9,2 мм без учета антенны).